# Geschiedenis van Xinjiang

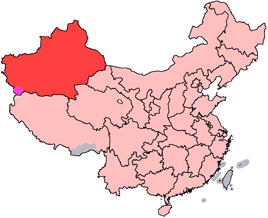
Xinjiang als deel van de Volksrepubliek China

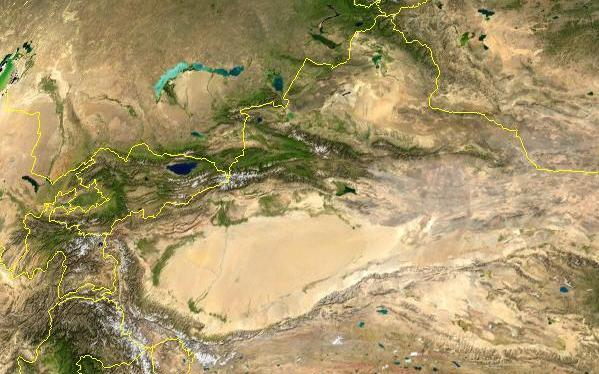
Satellietfoto van de regio Xinjiang. Duidelijk zichtbaar zijn het Tarimbekken met de Taklamakan-woestijn in het zuiden, de (grijzere) Turpanlaagte in het oosten, en Dzjoengarije in het noorden. De groene driehoek ten noorden van het Tarimbekken is de Ili-vallei

De geschiedenis van Xinjiang behandelt de gebeurtenissen in wat nu de Chinese provincie Xinjiang is van de prehistorie tot het heden.
Xinjiang, eertijds ook wel Oost-Turkestan of Chinees Turkestan genoemd, heeft sinds de oudheid een rol gespeeld in de uitwisseling tussen Oost-Azië en Europa-West-Azië, zowel op religieus-cultureel vlak (boeddhisme, islam, Nestoriaans christendom en later missionarissen) als op commercieel vlak (de beroemde zijderoute). Deze contacten verliepen voor een belangrijk deel via een reeks oasestaatjes, die van tijd tot tijd door China onderworpen werden en tijdens de Han-dynastie bekendstonden als de Zesendertig Rijken van de Westelijke Gebieden.

## Geografie

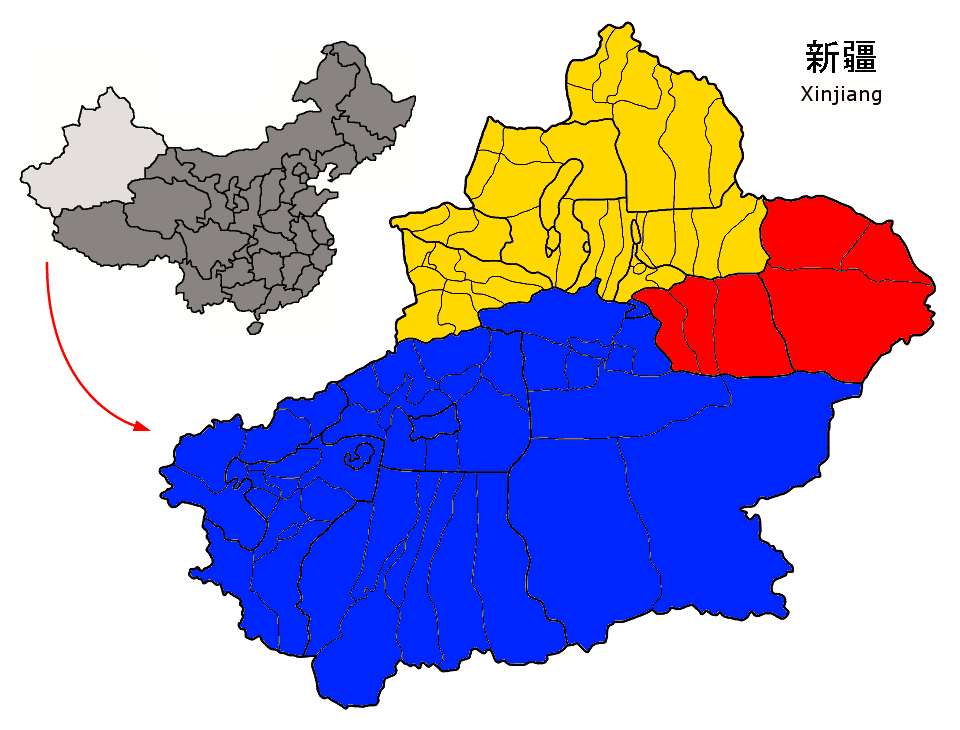
Noordelijke regio: Dzjoengarije
oostelijke regio: Turpanlaagte
zuidelijke regio: Tarimbekken

Geografisch bestaat Xinjiang uit drie delen, van elkaar gescheiden door het Tiensjan-gebergte en de uitlopers daarvan.
Het noorden wordt gevormd door Dzjoengarije, een steppegebied dat in het westen via de Dzjoengaarse Poort verbonden is met westelijk Centraal-Azië en in het noordoosten met Mongolië. Als zodanig vormt het een schakel in de Euraziatische steppe waarlangs gedurende de geschiedenis vele steppevolken trokken. De Ili-vallei, hoewel ten westen van de Tiensjan liggend en etnisch meer tot Kazachstan behorend, valt als Autonome Kazachse Prefectuur Ili ook onder Chinees Dzjoengarije.
In het zuidoosten staat Dzjoengarije via bergpassen in verbinding met de Turpanlaagte. De Turpanlaagte gaat in het oosten over in de Hamilaagte. Bij de stad Hami bevindt zich de zogenaamde Pas van de Jaden Poort (Yumenguan), de historische westelijke toegang tot China; meer precies het oostelijke deel van Gansu dat vervolgens via de Hexicorridor verbonden is met het Chinese hartland.
Ten zuidwesten van de Turpanlaagte bevindt zich het Tarimbekken, een groot en onherbergzaam woestijngebied met enkel aan de rand een keten van oasen. Het Tarimbekken is in het westen en zuiden slechts moeilijk bereikbaar via hoge passen zoals de Karakorampas.

## Benamingen

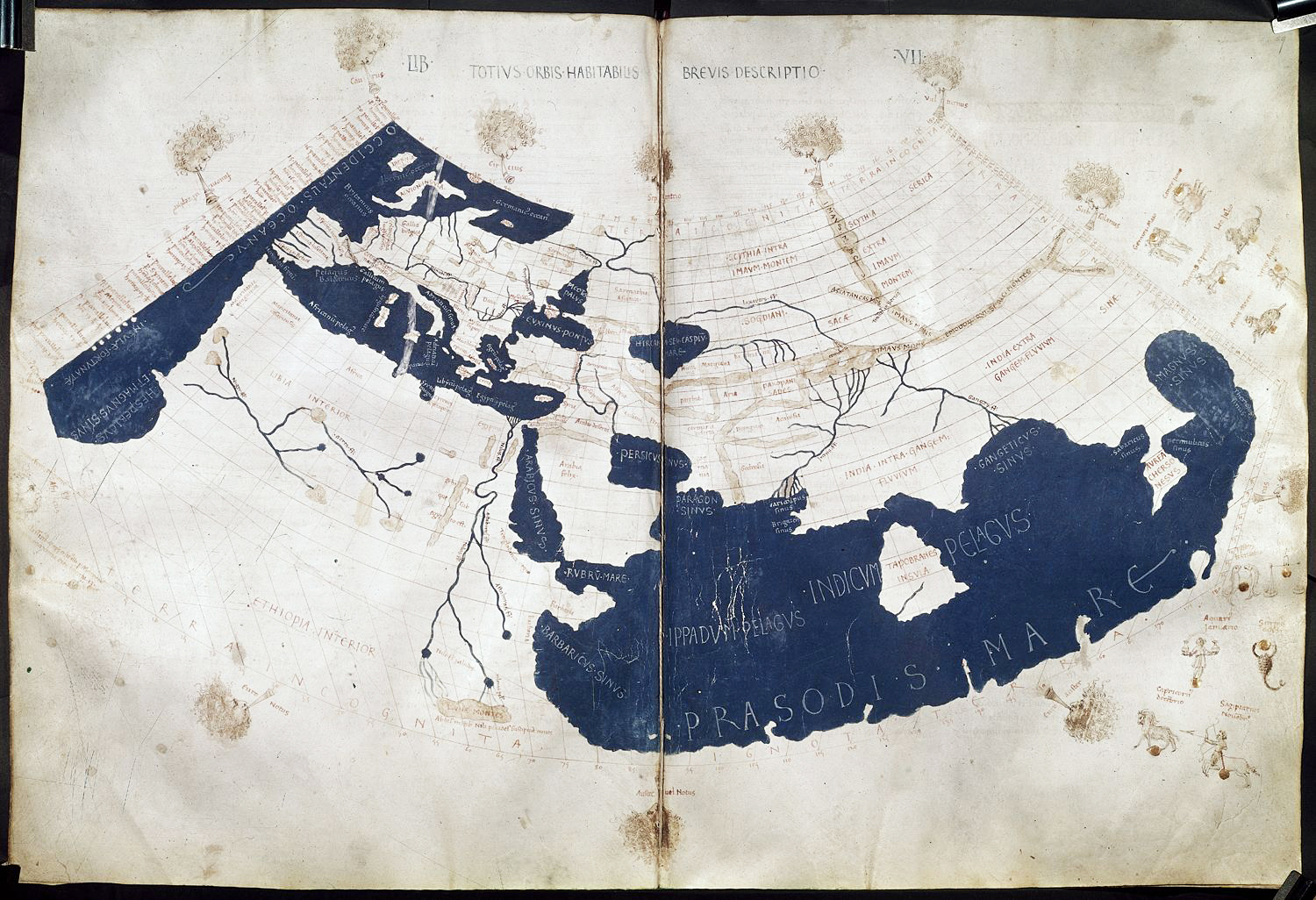
wereldkaart van Ptolemaeus met de naam Serica

In het oude China stond al het land voorbij de Jaden Poort bekend als
"Xiyu" of de "Westelijke Gebieden". De Oeigoeren noemden de oases van het Tarimbekken '"Altishahr", de "Zes Steden". Dzjoengarije is vernoemd naar de Mongoolse Dzjoengaren, die het in de 17e eeuw veroverden.
Antieke bronnen geven de naam Serica voor het land ten oosten van de Pamir.
De naam "Oost-Turkestan" werd in 1829 gecreëerd door de Russische sinoloog Nikita Bitsjoerin ter vervanging van de term "Chinees Turkestan".
Na de verovering door de Qing-dynastie in 1884 werd het gebied Xinjiang genoemd. Deze naam werd oorspronkelijk gebruikt om te verwijzen naar elk gebied dat ooit tot het Chinese keizerrijk behoord had en door de Qing was heroverd, maar werd uiteindelijk alleen gebruikt voor het huidige Xinjiang.
Een andere benaming is "Serindia", een samenvoeging van Serica en India.

## Prehistorie

### Steentijd
Over de vroegste voorgeschiedenis van Xinjiang is weinig met zekerheid bekend. Vondsten in de Altaj net ten noorden van Dzjoengarije maken het aannemelijk dat Dzjoengarije bewoond werd door de denisovamens, welke opgevolgd werd door late neanderthalers. Wanneer de eerste anatomisch moderne mensen in het gebied kwamen is nog minder zeker.

### Bronstijd

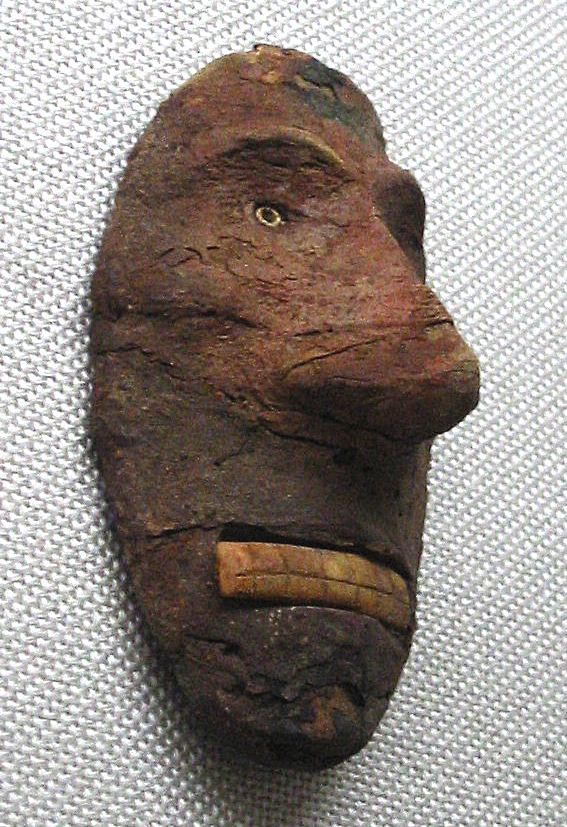
houten masker gevonden bij Xiaohe, 2e millennium v.Chr.

De vroegst bekende bronstijdcultuur in Xinjiang is de Xemirxekcultuur in Dzjoengarije (2500–1800 v.Chr.). Opvallend zijn hier de megalithische grafarchitectuur en de soms levensgrote steles, welke lijken op vondsten in Europa. Ook de skeletresten wijzen op een westelijke afkomst. Vondsten van oude graven tonen dat in het 2e millennium v.Chr. mensen van een Europees type tot in Hami doorgedrongen waren, waar ze zich bij de oorspronkelijke Oost-Aziatische bevolking voegden. Deze immigranten tonen overeenkomsten met de vondsten uit het 3e millennium v.Chr. van Xemirxek (Qiemu'erqieke, Chemurchek of Shamirshak) nabij Altay en worden in verband gebracht met de Indo-Europese Tocharen.
In het Tarimbekken zijn een aantal vondsten van mummies uit de periode rondom 1800 v.Chr. tot rondom 200 AD gedaan, de zogenaamde Tarim-mummies. Onderzoek van de Xiaohe-mummies toonden een Europese afkomst in mannelijke lijn en een gemengd Europees-Aziatische (meer specifiek Oost-Siberische) afkomst in vrouwelijke lijn. Deze vondsten worden wel in verband gebracht met de sprekers van het Tochaars. De mummies zijn waarschijnlijk op natuurlijke wijze bewaard gebleven, in tegenstelling tot de mummificatie zoals die in het oude Egypte werd toegepast. In het regionaal museum van Ürümqi zijn onder andere dergelijke mummies te zien, alsmede archeologische vondsten die te maken hebben met de zijderoute.

## Scythië voorbij de Imaios
De steppen ten oosten van de Dzjoengaarse Poort stonden in de klassieke oudheid bekend als "Scythië voorbij de Imaios" (Scythia extra Imaum). Archeologisch onderzoek toont een "Scythische" invloed die tot aan de Ordoscultuur van oostelijk Gansu zichtbaar is.
Antieke bronnen spreken van het land Seres, de beschrijvingen waarvan echter tegenstrijdig zijn. Plinius de Oudere meldt een merkwaardige beschrijving van de Seres door een ambassadeur van Taprobane (Ceylon) naar keizer Claudius, zeggende dat deze "een meer dan normale lichaamslengte, vlashaar en blauwe ogen bezaten, en een onbeschaafd soort geluiden maakten bij wijze van taal".
Een andere volk dat genoemd werd waren de Issedonen, waarschijnlijk de Wusun van Chinese bronnen. Als de identificatie met de Wusun juist is dan woonden deze oorspronkelijk in de Hexicorridor, waar zij door de Yuezhi aangevallen werden, die op hun beurt onder druk stonden van de Xiongnu. De Wusun versloegen uiteindelijk de ten westen van hen wonende Yuezhi en vestigden zich in Dzjoengarije.
De eerste verwijzing naar de Yuezhi was in 645 v.Chr. door Guan Zhong in zijn Guanzi. Hij beschreef de Yuzhi (禺 氏) of Niuzhi (牛氏) als mensen in het noordwesten, die de Chinezen jade leverden uit de "bergen van Yuzhi".
De aanvoer van jade uit het Tarimbekken is archeologisch goed gedocumenteerd. Het is bekend dat de oude Chinese heersers een sterke gehechtheid aan jade hadden. Alle meer dan 750 jaden voorwerpen uit het graf van Fu Hao van de Shang-dynastie waren afkomstig uit Hotan. Volgens berichten van de Han waren de Yuezhi in de tijd van de eerste grote Chinese keizer Qin Shi Huangdi welvarend, maar regelmatig in conflict met de naburige stam der Xiongnu in het noordoosten.
De Shiji (Historische verslagen) van Sima Qian (2-1e eeuw v.Chr.) verteld:
De Yuezhi leefden oorspronkelijk in het gebied tussen de Qilian of Hemelse Bergen (Tiansjan) en Dunhuang, maar nadat ze door de Xiongnu waren verslagen trokken ze ver weg naar het westen, voorbij de Dayuan (Vallei van Fergana), waar ze de mensen van Daxia (Bactrië) aanvielen en overwonnen, en het hof van hun koning opzetten op de noordelijke oever van de Gui (Amu Darja). Een klein aantal mensen dat niet in staat was de reis naar het westen te maken zocht toevlucht tot de Qiang-barbaren in de Zuidelijke Bergen, waar ze bekend werden als de Kleine Yuezhi.
Tussen 206 en 174 v.Chr. werden de Yuezhi door de Xiongnu onder leiding van Maodun westwaarts verdreven. Ze vestigde zich tijdelijk rond de rivier de Ili. Wederom werden de Yuezhi aangevallen, ditmaal door de Wusun. Ze trokken verder westwaarts om zich uiteindelijk tegen het einde van de 2e eeuw v. Chr. definitief in Bactrië te vestigen.
In de annalen van de latere Han-dynastie, het Boek van de Late Han, staat onder meer beschreven hoe de Yuezhi zich in Bactrië vestigden en de vijf clans in eerste instantie het gebied onder elkaar verdeelden. Tegen het begin van de christelijke jaartelling verkreeg een van die vijf clans, de Kushana, de macht over de overige clans. Met deze machtsgreep begon het rijk van de Kushana, dat zich uiteindelijk tot Noord-India zou uitspreiden. Het rijk vormde enkele eeuwen lang het centrum van de Euraziatische uitwisseling tussen het Oosten en het Westen.
Ook Strabo beschrijft hoe een aantal Scythische stammen in de tweede helft van de 2e eeuw v.Chr. het Grieks-Bactrisch koninkrijk verwoestten:
De meeste Scythen, beginnend vanaf de Kaspische Zee, worden Dahae Scythen genoemd en degenen die zich meer in de richting van het oosten bevinden Massagetae en Sacae; de rest draagt de gezamenlijke benaming Scythen, maar elke afzonderlijke stam heeft zijn eigen naam. Ze zijn óf allemaal, óf voor het grootste deel nomaden. De bekendste stammen zijn diegenen die de Grieken beroofden van Bactriana: de Asii, Pasiani, Tochari en Sakarauli - die kwamen uit het land aan de andere zijde van de Jaxartes, tegenover de Sacae en de Sogdiani.— Strabo
Deze ook door historici als Ptolemaeus genoemde Tocharoi (Τόχαροι), werden geïdentificeerd met de Yuezhi en de Kushanen. De term Tocharistan refereert gewoonlijk aan het Bactrië van het 1e millennium.

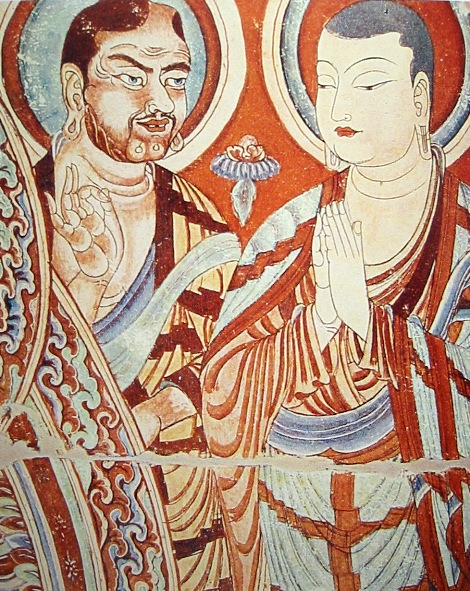
Centraal-Aziatische monnik onderwijst Oost-Aziatische monnik, 9e-eeuws fresco van de Duizend Boeddhhas-grotten van Bezeklik

Vanaf het eind van de 19e eeuw werden in het Tarimbekken teksten in een tot dan toe onbekende Indo-Europese taal gevonden. Deze taal werd geassocieerd met het Kushanrijk en daarom Tochaars genoemd. Of deze taal inderdaad door de Tocharen dan wel Yuezhi gesproken werd is echter niet zeker. Het Tochaars werd weliswaar in de oases gesproken, maar de nomadische Yuezhi kunnen hun eigen, Scythische taal gesproken hebben. Een dergelijke tweedeling was in de Scythische wereld niet ongebruikelijk.
Boeddhistische Kushana-missionarissen, zoals Lokaksema, de eerste bekende vertaler van Mahayana-geschriften in het Chinees (ca. 170) werden actief in de Chinese hoofdsteden Loyang en Nanjing, waar ze zich in het bijzonder onderscheiden door hun vertaalwerk. Zij waren de eerste bekende verspreiders van Hinayana- en Mahayana-geschriften in China, en droegen in belangrijke mate bij aan de overdracht van het boeddhisme naar China via de zijderoute.

## Tussen Xiongnu en Han

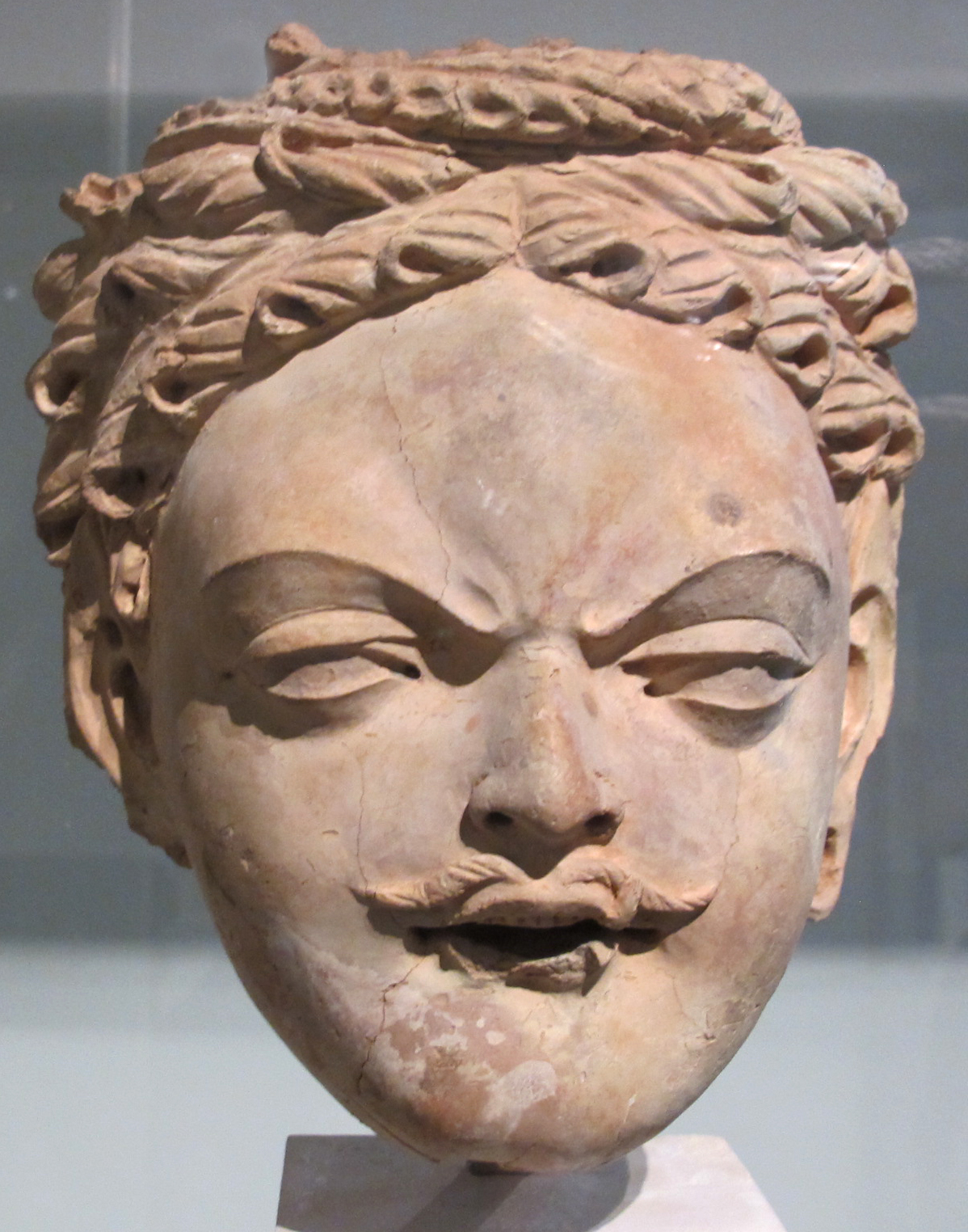
Serindische kunst, Tumxuk

Aan het begin van de Han-dynastie (206 voor Christus - 220 na Christus) was de regio ondergeschikt aan de Xiongnu.
In de 2e eeuw v.Chr. zond keizer Wu van Han de ontdekkingsreiziger Zhang Qian om de mysterieuze koninkrijken in het westen verkennen en tot een alliantie met de Yuezhi te komen ter bestrijding van de Xiongnu. Als gevolg van deze gevechten controleerde de Chinezen de strategische regio van de Ordos en Hexicorridor tot Lob Nuur. Hiermee slaagden ze erin de Xiongnu te scheiden van de Qiang in het zuiden, en de toegang tot de westelijke regionen te verkrijgen.
Vanaf 120 v.Chr. richtte de Han-dynastie militaire kolonies (tuntian) en commanderijen (duhufu) op om het gebied te controleren.
In 108 v.Chr. werd Kroraina (bij Lob Nuur) door de Chinezen aangevallen en de koning van Kroraina werd gevangengenomen. Hierna werd het koninkrijk verplicht om tribuut te brengen aan Han-China. Na berichten over deze gebeurtenissen vielen ook de Xiongu Kroraina aan. De koning besloot daarom een van zijn zonen als gijzelaar naar de Xiongnu te sturen, en een andere naar de Han. De koning werd vervolgens meegenomen naar het Chinese hof en ondervraagd over zijn banden met de Xiongnu. Deze antwoordde door te stellen dat zijn rijk slechts een kleine staat was gelegen tussen grote staten, welke zich niet veilig kon stellen tenzij het zich aan beide onderwierp.

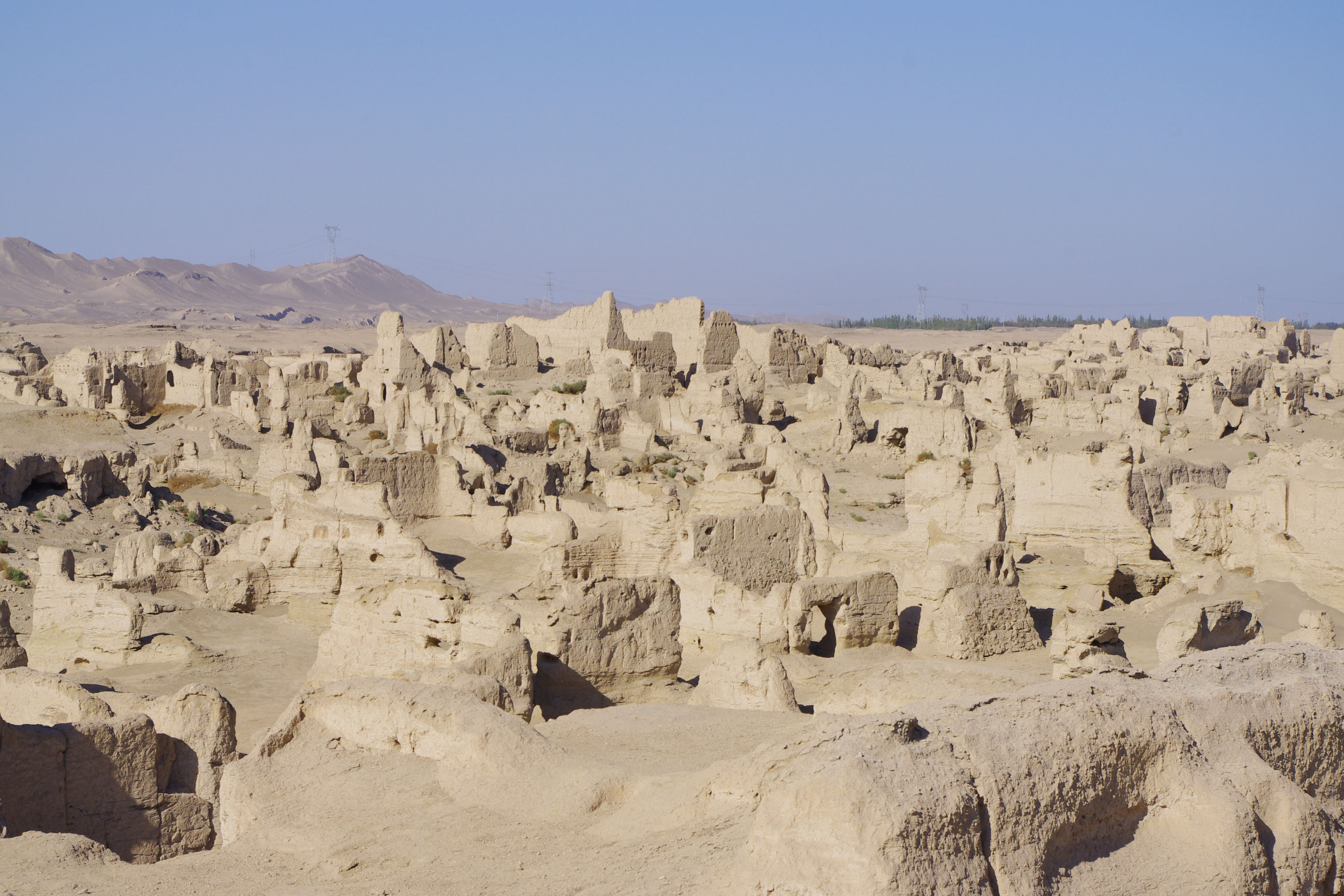
ruïnes van Jiaohe, de oude hoofdstad van Gushi

Het gebied rond het Aydingkol-meer wordt genoemd als het grondgebied van de Gushi. Volgens historische verslagen leefden de mensen in tenten, volgden het gras en water, en hadden veel kennis van de landbouw. Ze bezaten runderen, paarden, kamelen, schapen en geiten en waren bedreven met pijl-en-boog. in het reisverslag van Zhang Qian worden de Gushi samen met Kroraina vermeld, waarschijnlijk omdat beiden onder de controle van de Xiongnu stonden. Na de Slag om Gushi (rond 60 v.Chr.) kwam Gushi onder Han-Chinese heerschappij.
In 60 v.Chr. richtten de Han het protectoraat van de westelijke regio's (西域都護 府) bij Wulei (烏 壘; in de buurt van het huidige Luntai) om de hele regio tot aan de Pamir te beheersen. Tijdens de usurpatie van Wang Mang in China kwamen de staten van het protectoraat in opstand en keerden in AD 13 terug naar de Xiongnu.
Het Koninkrijk Hotan werd in 73 AD door de Han-dynastie veroverd. In de loop van de daaropvolgende eeuw voerden de Han verschillende militaire expedities uit in het gebied, met een herstel van het protectoraat in 74-76, 91-107, en na 123.
De Kushana werkten militair samen met de Han om de noordelijke nomaden tegen te houden. In 84 hielpen zij de Chinese generaal Ban Chao tegen de Sogdiërs, toen deze laatsten een opstand van de koning van Kashgar wilden ondersteunen. Omstreeks 85 hielpen zij Ban Chao bij zijn aanval op Turpan.
Het Boek van de Late Han vertelt dat Ban Chao in 90 AD in de buurt van Hotan tegen een 70.000 man sterk Kushanaleger vocht. Hoewel Ban Chao beweerde zegevierend te zijn en de Kushana door de tactiek van de verschroeide aarde dwong zich terug te trekken, spreidde het Kushanarijk zich gedurende de 1e en 2e eeuw in het Tarimbekken. Omstreeks 116 vestigden de Kushana onder Kanishka een koninkrijk rond Kashgar, dat ook de controle over Hotan en Yarkand uitoefende. Ze introduceerden het brahmischrift en het Indiase Prakrit als administratieve taal, en breidden de invloed van de Grieks-boeddhistische kunst uit, die zich ontwikkelde tot de Serindische kunst.

### Na de val van de Han

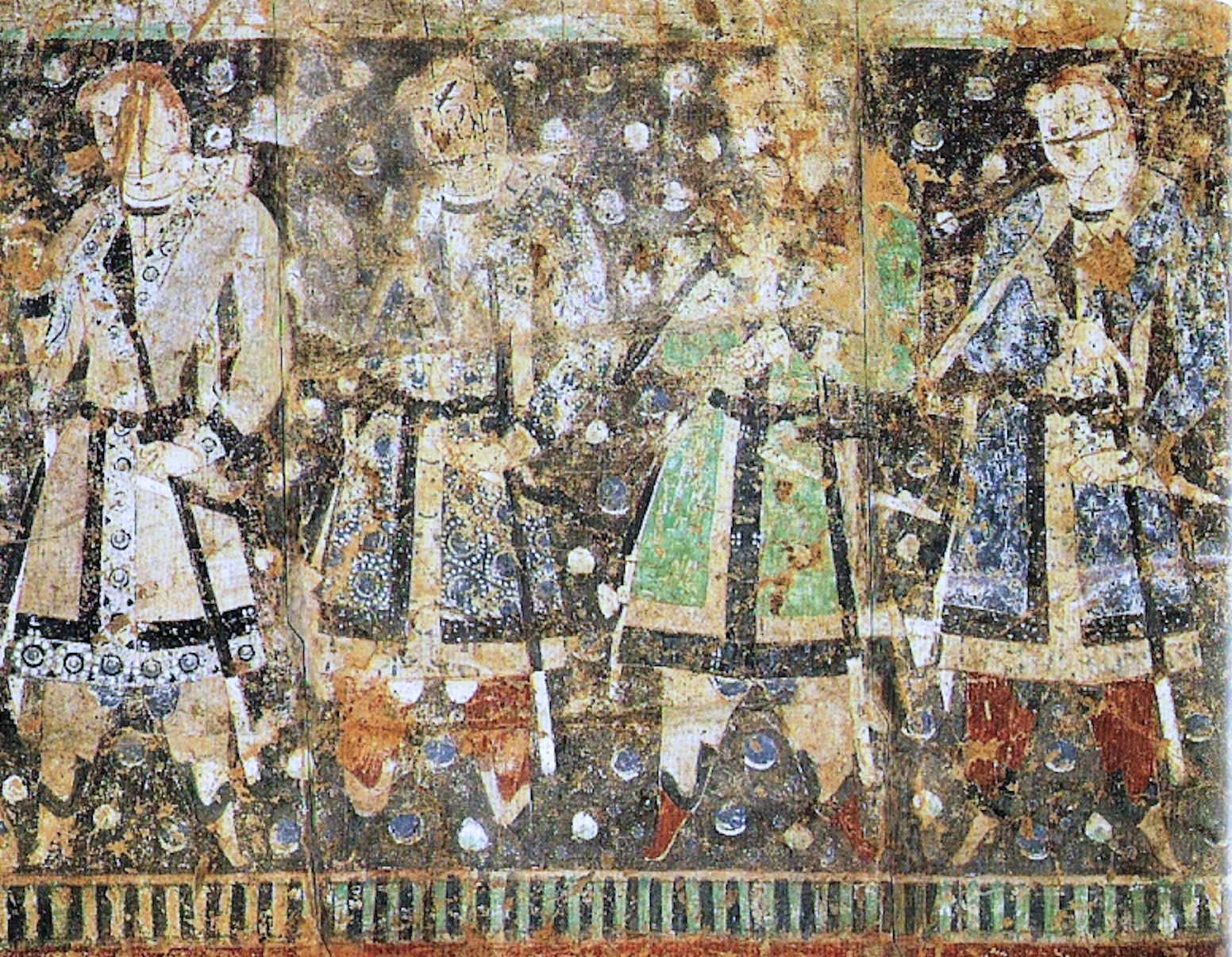
muurschildering van lokale vorsten in Qizil, nabij Kuqa, 6e eeuw

Na de val van de Han-dynastie in 220 werd het protectoraat nominaal gehandhaafd door het Koninkrijk Wei (tot 265) en de Westelijke Jin-dynastie (na 265).
De Westelijke Jin viel in het begin van de 4e eeuw ten prooi aan verschillende invallen van nomaden uit het noorden. Tijdens de daaropvolgende periode van de Zestien Koninkrijken probeerden verscheidene van de kortstondige koninkrijken in Noordwest-China het protectoraat te herstellen, met wisselend succes.
Na de definitieve hereniging van het noorden van China onder de Noordelijke Wei-dynastie in 440 controleerde haar protectoraat het zuidoostelijke derde deel van het huidige Xinjiang. Plaatselijke stadstaten zoals Kashgar, Hotan, Kuqa en Cherchen beheersten de westelijke helft, terwijl het centrale deel rond Turpan onder Karahoja (Gaochang) stond, het restant van de Xiongnustaat Noordelijke Liang welke voorheen als een van de Zestien Koninkrijken een deel van Gansu beheerste.
In de late 5e eeuw vestigden de Rouran hun macht in het noorden en de Tuyuhun in het zuidoosten van Xinjiang.
In 552 kwam het gebied van de Rouran onder de Göktürken. Uiteindelijk zouden de Göktürken een groot rijk stichtten dat van het Baikalmeer tot voorbij de Aralmeer reikte. In 583 splitste zich dit in een westelijk en oostelijk rijk, waarbij Xinjiang onder het westelijke rijk kwam.
In 609 werden de Tuyuhun door de Chinese Sui-dynastie verslagen en verdreven.

## Tang-dynastie
Vanaf de jaren 620 begon de Chinese Tang-dynastie een aantal militaire campagnes tegen het Oostelijke Göktürkenrijk, en vanaf 640 tegen het Westelijke en haar vazalstaten in het Tarimbekken. Karahoja werd in 640 door keizer Taizong veroverd, gevolgd door Karasahr in 644 en Kuqa in 649. De expansie in Centraal-Azië werd voortgezet onder Taizongs opvolger, keizer Gaozong, die in 657 een leger onder leiding van Su Dingfang tegen de westelijke khan Ashina Helu verzond. De nederlaag van Ashina versterkte de Tangheerschappij in het zuiden van Xinjiang en bracht de regio's die vroeger door het khaganaat gecontroleerd werden in het Tangrijk.
De militaire expeditie omvatte 10.000 ruiters geleverd door de Oeigoeren, nauwe bondgenoten van de Tang sinds de dynastie hun opstand tegen het bewind van de Xueyantuo, een stam van de Tiele, ondersteund had. De Tang-dynastie bezat een groot aantal Turkse soldaten en generaals, en de Chinese garnizoenen van Xinjiang waren voor het grootste deel bemand door Turken in plaats van Han-Chinezen. Dit bevorderde in grote mate de overgang van Indo-Europese talen naar Turkse talen in het gebied.
Xinjiang werd beheerd door het Anxi-protectoraat (安西 都 護 府; "protectoraat voor de pacificatie van het Westen') en de Vier Garnizoenen van Anxi.
Opstanden eindigden de Tang-hegemonie ten westen van de Pamir, maar in Xinjiang bleef de militaire aanwezigheid behouden.
Xinjiang werd vervolgens door het Tibetaanse rijk vanuit het zuiden binnengevallen, en de heerschappij wisselde tussen de Tang en Tibet in hun strijd over controle van Centraal-Azië.
In 662 brak een opstand uit en een Tangleger werd gestuurd om de situatie onder controle te brengen. Dit werd in 670 ten zuiden van Kashgar verslagen door de Tibetanen. Hierna verkregen de Tibetanen de controle over de hele regio en veroverden Kashgar in 676-8. Ze behielden dit tot 692, toen de Tang het Tarimbekken heroverde.
Tijdens de An Lushan-rebellie vielen de Tibetanen Tang-China binnen op een breed front van Xinjiang tot Yunnan. Ze plunderden de Tang-hoofdstad in 763, en namen de controle over het zuiden van Xinjiang over.

## Oeigoerse Rijk

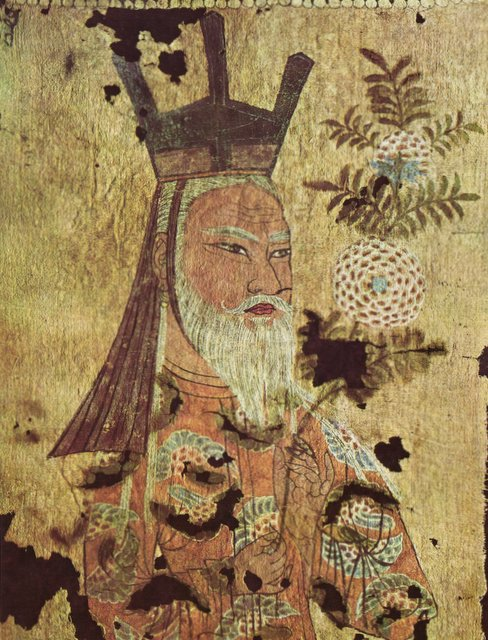
Oeigoerse vorst, 8e eeuw, Karahoja

Het Oeigoerse Rijk strekte zich in 745 uit van de Kaspische Zee tot het huidige Mongolië. in deze tijd begon Tang-China zich terug te trekken uit Centraal-Azië. Gelijktijdig breidde het Tibetaanse Rijk zijn macht uit in Xinjiang.
De Chinese nederlaag bij de Slag om Talas in 751 en een reeks van opstanden, waaronder die van An Lushan, dwongen de keizer zich tot de Oeigoerse leider Bayanchur Khan te wenden om hulp. Deze stemde daarmee in, handelde snel en nam het Tarim-bekken in. Hij onderdrukte verscheidene opstanden en versloeg het in het zuiden binnenvallende Tibetaanse leger. De Oeigoeren ontvingen hiervoor tribuut van de Chinezen en Bayanchur Khan kreeg de hand van de dochter van de keizer. In 762 begon zijn zoon khan Bogu Tekin met Chinese steun aan een campagne tegen de Tibetanen. Luoyang, een was een van de historische hoofdsteden van China, werd hierbij voor China heroverd. Tijdens een militaire campagne ontmoette Bogu Tekin priesters uit Iran welke hem bekeerden tot het Manicheïsme. Dit werd nu de officiële religie van de Oeigoerse Rijk.
In 840 vielen de Kirgiezen vanuit het noorden binnen met een leger van rond 80.000 ruiters. Ze plunderden de Oeigoerse hoofdstad Ordu Baliq en maakten het met de grond gelijk. De Oeigoerse khan Kürebir werd gevengen genomen en onthoofd. Meerdere steden van het Oeigoerse Rijk werden afgebrand. De laatste khan, Öge, werd in 847 vermoord.
De vernietiging van het Oeigoerse Rijk veroorzaakte een uittocht van Oeigoeren naar andere delen van Centraal-Azië. Delen van de Oeigoeren vestigden zich in Karahoja en Beshbalik nabij het huidige Turfan en Ürümqi. Dit Oeigoerse koninkrijk Karahoja in Oost-Xinjiang zou zich tot de 14e eeuw handhaven, hoewel onderworpen aan verschillende grotere rijken in die tijd.
De Oeigoeren hebben o.a. de volgende kanaten gesticht in Oost-Turkestan en omgeving:
| Periode                            | Oeigoerse kanaten/republieken                                                                                   | Hoofdstad       |
| ---------------------------------- | --- | --------------- |
| 745 - 840                          | Orhun-Kanaat | Karabalgasun    |
| 870 - 1036                         | Kansoe-Kanaat (heden provincie Gansu in China)                                                                  | -               |
| 850 - 1275                         | Idikut-Kanaat (die grote delen van het huidige Xinjiang omvatte)                                                | Ordubalik       |
| 870 - 1212                         | Kanaat van de Karachaniden (gesticht door de Karluken en Oeigoeren)                                             | Kashgar         |
| 1514 - 1678                        | Saidia-Kanaat                                                                                                   | Yarkand         |
| -                                  | verschillende onafhankelijke regio's onder leiding van Hodja's na de eerste Mantsjoe invallen in Oost-Turkestan | -               |
| 1866 - 1877                        | Koninkrijk Kashgarië (onder leiding van de krijgsheer Yakub Beg)                                                | Turfan / Turpan |
| 12 november 1933 - 1934            | Eerste Oost-Turkestaanse Republiek (gevolg van een volksopstand tegen de Chinese overheid)                      | Hotan           |
| 12 november 1944 - 20 oktober 1949 | Tweede Oost-Turkestaanse Republiek (gesteund door de Sovjet-Unie)                                               | Yining          |

## Karachaniden-kanaat
In de loop van de 9e eeuw ontstond uit een confederatie van Turkse stammen uit het Zevenstromenland, de westelijke Tiensjan (huidig Kirgizië) en Kashgarië (westelijk Xinjiang) het Karachaniden-kanaat.
Ondanks de bekering van een aantal Karlukken na de Slag om Talas, keerde de meerderheid van hen zich niet tot de islam tot het midden van de 10e eeuw. Na contacten met de islamitische Samaniden werd de Karachanid Satoq Bugra in 966 moslim. Satoq Bugra startte de islamitische verovering van de boeddhistische steden ten oosten van Kashgar.
De Oeigoerse staat in het oosten van Xinjiang bleef manicheïstisch, maar ging later over tot het boeddhisme. Ook het nestoriaanse christendom was prominent aanwezig in hun rijk.
Het Iraanstalige koninkrijk Hotan was de enige stadstaat in het Tarimbekken die nog niet veroverd was door de Turkse Oeigoeren of Karachaniden, en de heersers van Hotan waren devote boeddhisten. Er waren nauwe banden tussen Hotan en Dunhuang, met huwelijksbanden tussen de heersende elites. Boeddhistische tempels en de Mogao-grotten werden onderhouden door de vorsen van Hotan, en hun beeltenissen werden daar afgebeeld. Halverwege de 10e eeuw kwam Hotan onder vuur door de Karachanied Musa. Een lange oorlog volgde tussen het islamitische Kashgar en het boeddhistische Hotan. Uiteindelijk veroverde de Karachanied Yusuf Qadir Khan Hotan rond 1006. De islamitische verovering van Hotan leidde tot alarm in het oosten. Mogao-grot nr. 17, welke Hotanese literaire werken bevatte, werd dichtgemaakt, mogelijk nadat de bewaarders hoorden dat in Hotan boeddhistische gebouwen werden verwoest door de moslims, en de boeddhistische religie daar plotseling verdween.

## Kara-Kitan
In 1132 bereikten restanten van de Liao-dynastie van Mantsjoerije en Noord-China, op de vlucht voor de aanval van de Jurchen in Noord-China, Xinjiang. Zij vestigden een regering in ballingschap, de Kara-Kitan, die gedurende de daaropvolgende eeuw heerste over zowel het territorium van de Karachaniden als de Oeigoerse delen van het Tarimbekken. De macht over het rijk werd in 1211 overgenomen door de Naimanen onder leiding van Kuchlug.

## Mongoolse Rijk
Nadat Dzjengis Khan de Mongolen had verenigd en zijn opmars naar het westen begon, boden de Oeigoeren in het Turpan-Ürümqi-gebied het Mongoolse Rijk in 1209 hun trouw aan. In 1218 veroverde Genghis Khan de voormalige Kara-Kitangebieden.
Na het uiteenvallen van het Mongoolse Rijk in kleinere kanaten kwam het grootste deel van het hedendaagse Xinjiang onder de Yuan-dynastie gesticht door Koeblai Khan.
Nadat Kaidu de heerschappij over het Kanaat van Chagatai had verkregen kwam het grootste deel van Xinjiang onder het Kanaat van Chagatai. Na de dood van Qazan Khan in 1346 viel het kanaat uiteen in een westelijk deel, dat bekendstaat als het Westelijk Kanaat van Chagatai en een oostelijk deel dat bekendstaat onder de naam Moghulistan.

## Moghulistan
In het oostelijke deel van het voormalige Kanaat van Chagatai werd Tughluq Timur (1347–1363) de leider van de nomadische Mongolen. Hij bekeerde zich tot de islam en gedurende zijn heerschappij werden de Mongolen bekeerd en geleidelijk geturkificeerd. In 1360 en 1361 viel hij het Westelijke Kanaat binnen in een poging het te herenigen.
Moghulistan omvatte de sedentaire gebieden ten zuiden zowel als het nomadenland van Dzjoengarije ten noorden van de Tiensjan. De sedentaire gebieden omvatten de westelijke en centrale oase-steden van het Tarimbekken, zoals Hotan, Yarkand, Yangi Hisar, Kashgar, Aksu en Uqturpan. Nauwelijks betrokken waren de oostelijke oase-steden zoals Kuqa, Karashahr, Turpan en Hami, waar de plaatselijke Oeigoerse administratie en boeddhistische bevolking zich nog standhield. De nomadische gebieden omvatten het ook huidige Kirgizië en een deel van Kazachstan, waaronder het Zevenstromenland.
Het sedentaire gebied werd geregeerd door leden van de Dughlat-stam, met als hoofdstad Kashgar. Hoewel formeel onder de Moghuls waren er meerdere pogingen tot onafhankelijkheid te komen. Mirza Abu-Bakr slaagde erin van 1416–1435 een onafhankelijk Kanaat van Yarkand te stichten.
Het boeddhistische koninkrijk Karahoja werd door de islamitische Chagatai Khizr Khwaja in een Heilige Oorlog veroverd en bekeerd. Hami was een Mongools geregeerd en Oeigoers bevolkt boeddhistisch Koninkrijk. De Chagatai Khan Mansur viel het binnen en gebruikte het zwaard om de bevolking te bekeren tot de islam.
In mei 1514 maakte sultan Said Khan een expeditie tegen Kashgar. Hij veroverde de stad en onttroonde Mirza Abu-Bakr. Kort daarna sloten andere steden van Oost-Turkestan - Yarkand, Hotan, Aksu, en Uqturpan - zich bij hem aan en erkenden Said Khan als heerser. Hierdoor ontstond een unie van zes steden, Altishahr genaamd.

## Dzjoengaren
Vanaf ongeveer 1400 werd het noorden van Xinjiang het woongebied van de stamfederatie van de Oirat-Mongolen. Vanaf de tweede helft van de zeventiende eeuw werden ook delen van het zuiden van het gebied - het Tarimbekken, met rijke oasen als Hami en Turpan - beheerst door de dan dominante stam binnen de federatie, de Dzjoengaren.
De Oirat-mongolen beheersten een gebied dat in het Westen bekendstond als Groot-Tartarije en zich uitstrekte van de Grote Muur van China tot de rivier de Don, en van de Himalayas tot Siberië. Het kanaat van de Dzjoengaren bestond van het begin van de 17e tot het midden van de 18e eeuw. Naar hen werd het nomadische land ten noorden van de Tiensjan in het vervolg Dzjoengarije genoemd.
De Naqshbandi-Soefi Khojas vervingen de Chagatai-khans als heersers van het Tarimbekken in het begin van de 17e eeuw. Deze Khoja-dynastie heerste in de Altishahr tot 1759. Er was een strijd tussen twee facties van Khojas, de Afaqi (Witte Berg) -factie en de Ishaqi (Zwarte Berg) -factie. De Ishaqi versloegen de Afaqi, waarop de Afaqi Khoja in 1677 de Vijfde Dalai Lama uitnodigde om namens hem in te grijpen. Deze riep daarop de hulp in van de boeddhistische Dzjoengaren, welke in 1860 het Tarimbekken veroverden en de Afaqi als hun vazallen installeerden.

## Verovering door de Qing
Na een lange strijd met de Dzjoengaren die begon in de zeventiende eeuw verkreeg de Chinese Qing-dynastie, ook wel Mantsjoe-dynastie, de controle over oostelijk Xinjiang.
In 1755 viel het Qing-rijk Ghulja aan, en nam de Dzjoengaarse khan gevangen. Gedurende de daaropvolgende twee jaar, vernietigde de Mantsjoe- en Mongoolse legers van de Qing de resten van Dzjoengaarse kanaat, en probeerden de regio Xinjiang te verdelen in vier sub-kanaten onder vier leiders. De Qing maakte leden van de Khojas heersers in de westelijke Tarimbekken. De Oirat Amursana antwoordde niet op het voorstel om als kan van Dzjoengarije aangesteld te worden en startte een opstand. In de daaropvolgende twee jaar vernietigde het Qing-leger de resten van het Dzjoengaarse kanaat. De islamitische oasesteden in de Turpanlaagte zochten daarop toenadering tot de Qing en de heersers van Turpan en Kumul werden vazal van Qing.
De Qing-dynastie voerde tientallen jaren oorlog tegen de Dzjoengaren totdat ze hen uiteindelijk versloeg. De Dzjoengaren werden hierdoor gedecimeerd en Dzjoengarije grotendeels ontvolkt.
De Qing bevrijdde de Afaqi Khoja-leider Burhan-ud-din en zijn broer Khoja Jihan uit hun gevangenschap door de Dzjoengaren en benoemden hen als Qing-vazallen in het Tarimbekken. De broers besloten terug te komen op deze overeenkomst en verklaren zich onafhankelijke leiders van het Tarimbekken. De Qing en Emin Khoja sloegen de opstand neer en China nam de volledige controle over zowel Dzjoengarije als het Tarim-bekken in 1759.
Na de ontvolking van Dzjoengarije in 1759 vestigde de Qing Han-Chinezen, Xibe, en een Mantsjoe-garnizoen in het gebied. Het kwam onder de leiding van de Militaire Gouverneur van Ili, met zetel in Huiyuan, 30 km ten westen van Ghulja. Gevangenen en politieke tegenstanders werden er verbannen, zoals ook Hui-moslims, Salar en leden van verboden soefi-ordes zoals de Jahriyya.
Han en Hui kooplieden werd aanvankelijk alleen toegestaan om de handel te drijven in het Tarimbekken. Na de Muhammad Yusuf Khoja-invasie in 1830 beloonde de Qing de handelaren door hen toe te staan zich te vestigen.
Aan het begin van de 19e eeuw, 40 jaar na de verovering door de Qing, waren er ongeveer 155.000 Han en Hui-Chinezen in het noorden van Xinjiang, en iets meer dan twee keer dat aantal Oeigoeren in het zuiden.

### Emiraat van Jakoeb Beg
Moehammad Jakoeb Beg (1820-1877) was een avonturier van Tadzjiekse afkomst. Hij wist gebruik te maken van de Doenganenopstanden, een rebellie van Chinese moslims, de Hui, tegen het gezag van de Qing-dynastie, en creëerde een onafhankelijk emiraat in het gebied dat tussen 1866 en 1877 heeft bestaan.
Jakoeb Beg kreeg in 1865 een opdracht van de heerser van het kanaat Kokand, Alim Quli, zich met een leger bij een strijdkracht van Kirgiezen te voegen, die de stad Kashgar had belegerd en geplunderd. Hij wist het fort van Kashgar in handen te krijgen. In de jaren daarna wist hij het gehele Tarimbekken van Kashgar tot Turfan onder zijn gezag te brengen. Jakoeb Beg vestigde zijn hoofdkwartier in Kashgar. Hij elimineerde het gezag van de lokale begs en verving die door personen uit het kanaat van Kokand, maar ook Kasjmiri, Afghanen, Kirgiezen, Mongolen en enkele Hui.
Jakoeb Beg regeerde op het hoogtepunt van The Great Game, toen de Britse, Russische en Chinese rijken streden om Centraal-Azië.
Het emiraat strekte zich van de hoofdstad Kashgar in het zuidwesten naar Ürümqi, Turfan en Hami meer dan duizend kilometer naar het noordoosten, met inbegrip van het grootste deel van wat op dat moment bekend was als Oost-Turkestan. General Zuo Zongtang heroverde de regio in 1877. Bij het Verdrag van Sint-Petersburg in 1881 gaf Rusland het in 1871 geannexeerde Ili-gebied terug.

### Provincie Xinjiang
In 1884 hernoemde Qing-China de veroverde regio tot Xinjiang ("Nieuwe Grens") welke als provincie formeel deel van de politieke structuur van China werd.
Nadat Xinjiang een provincie werd maakte de provinciale en wederopbouwprogramma's geïnitieerd door de Qing de Oeigoeren het mogelijk van Zuid-Xinjiang naar andere delen van de provincie te migreren. Hierdoor verspreidden de Oeigoeren zich van hun oorspronkelijke steden in de Turpanlaagte en Tarimbekken over de gehele provincie.

## Republiek China
In 1912 werd de Qing-dynastie vervangen door de Republiek China. Yuan Dahua, de laatste Qing-gouverneur van Xinjiang, vluchtte. Een van zijn ondergeschikten, Yang Zengxin, trad in maart van datzelfde jaar toe tot de Republiek China en behield de controle over Xinjiang tot aan zijn dood in 1928.

### Mongools separatisme
In het kader van het Pan-Mongolisme zijn er pogingen geweest onder de Oirat om Dzjoengarije bij Mongolië aan te sluiten.
Een vertegenwoordiger hiervan was Dzja Lama, die de reïncarnatie van Amursana beweerde te zijn. Vanuit Hovd in West-Mongolië wilde Dzja Lama met andere Oirat-mongolen het oude Oirat-rijk laten herleven. Hij werd echter in 1914 door Russische kozakken gearresteerd en op verzoek van de monglian overheid naar Siberië gedeporteerd. Hij keerde in 1918 terug naar Mongolië en hervatte zijn werkzaamheden, maar werd in 1922 op bevel van de nieuwe communistische Mongoolse autoriteiten onder Damdin Soeche Bator vermoord.
De Kozakken-Ataman Grigori Semjonov, zelf deels van Boerjatische afkomst, riep in 1918 een Groot-Mongoolse Staat uit, en had plannen alle Oirat-Mongoolse landen (delen van Xinjiang, Transbaikal, Binnen-Mongolië, Buiten-Mongolië, Kraj Oerjanchaj, Hovd, Hulunbuir en Tibet) te verenigen.
De Boerjaat Agvan Dorzjiejev pleitte ervoor de Oirat-gebieden in Dzjoengarije bij Mongolië te voegen. Uit bezorgdheid dat dit voor China een provocatie zou zijn werd dit door de Sovjet-Unie verworpen.

## Eerste Oost-Turkestaanse Republiek
Tijdens de Kumul-opstand (1931-1934) tegen gouverneur Jin Shuren leidde een opstand in Kashgar tot de oprichting van de kortstondige Eerste Oost-Turkestaanse Republiek in 1933. De republiek claimde autoriteit rond het Tarimbekken van Aksu in het noorden tot Hotan in het zuiden. Ze werd onderdrukt door de legers van de Hui-krijgsheer Ma Zhongying in 1934.
In 1933 slaagde de Chinese krijgsheer Sheng Shicai met steun van de Sovjet-Unie erin Ma Zhongying te verslaan en de controle van Xinjiang over te nemen. Sheng regeerde de regio voor een decennium waarin hij een grotere Sovjetinvloed op de etnische, economische en veiligheidspolitiek van Xinjiang toeliet. Sheng nodigde een groep van Chinese communisten uit naar Xinjiang, waaronder Mao Zedongs broer Mao Zemin. Uit angst voor de mogelijke ondergang van de Sovjet-Unie verdreef Sheng in 1942 alle Sovjet-adviseurs en executeerde in 1943 alle Chinese communisten, waaronder Mao Zemin.

### De herintroductie van het begrip Oeigoer
Enkele Russische oriëntalisten hadden eind negentiende eeuw in destijds verder nauwelijks opgemerkte publicaties voorgesteld de moslims van het Tarimbekken Oeigoeren te noemen vanwege de veronderstelde culturele wortels met het koninkrijk Qocho. Rond 1915 begonnen Turkstalige moslims in Fergana en het Zevenstromenland deze associatie te hanteren. In 1921 kreeg op een conferentie in Tasjkent de "Organisatie van arbeiders en boeren van Altishar en Dzjoengarije" de nieuwe naam "Organisatie van Revolutionaire Oeigoeren".
De eerste keer dat de term "Oeigoer" in officiële documenten verscheen was onder Sheng Shicai. De Republiek China had in principe alle moslims, zowel nomadische als sedentaire, Turkstalige als Chinese, gezamenlijk als een en dezelfde groep gezien, naast de overige vier (Han-Chinezen, Mantsjoes, Tibetanen en Mongolen).
Onder Sheng Shicai verscheen er een document waar in Xinjiang veertien etnische groepen werden erkend: Oeigoeren, Taranchi (Turkstalige moslims in Dzjoengarije), Kazachen, Kirgiezen, Oezbeken, Wolga-Tataren, Tadzjieken, Mantsjoes, Xibe, Solon ( een subgroep van de Evenken), Han, Hui, Mongolen en Russen. Sheng Shicai zorgde dat ieder van die veertien categorieën vertegenwoordigd was in een vorm van een provinciaal parlement en voor ieder werden culturele verenigingen en organisaties gesticht. Er was veel kritiek op deze indeling, de politiek die daarmee samenhing en de officiële herintroductie van het begrip "Oeigoer". De stichters van de Eerste Oost-Turkestaanse Republiek hadden overwogen de naam "Oeigoeristan" voor de republiek te kiezen. De eerste geslagen munten hadden ook die naam. Vanwege de politieke implicaties en het feit, dat er meerdere etnisch verschillende Turkstalige groepen moslims in het gebied aanwezig waren hadden zij daarvan afgezien.
De indeling van Sheng Shicai bleef echter gehandhaafd en werd zeker na 1940 steeds meer geaccepteerd. Het is ook vrijwel dezelfde indeling die de huidige Volksrepubliek China nog steeds hanteert.

## Tweede Oost-Turkestaanse Republiek
In de zomer van 1944, tijdens de Ili-opstand (1944–1949), werd met steun van de Sovjet-Unie een Tweede Oost-Turkestaanse Republiek opgericht in wat nu de Autonome Kazachse Prefectuur Ili is. De rest van Xinjiang was toen onder controle van de Kwomintang. De Ili- of Drie Districten-opstand bedreigde de regering van Sheng Shicai in Ürümqi. Sheng verliet Xinjiang op 11 september 1944 en werd minister van Land- en Bosbouw voor de Kuomintang.
Vanuit Nanking werd Zhang Zhizhong gestuurd om een wapenstilstand met de Tweede OTR en de Sovjet-Unie te onderhandelen. Een ongemakkelijk coalitie-provinciebestuur werd gevormd, dat met aparte administraties een nominale eenheid bracht in Xinjiang.

## Volksrepubliek China
Aan het einde van de Chinese Burgeroorlog veroverde het communistische Volksbevrijdingsleger Xinjiang in 1949. De leiding van de Tweede Oost-Turkestaanse Republiek werd door de Sovjet-Unie overgehaald te onderhandelen met de Chinese communisten. De meesten werden echter eind augustus gedood in een vliegtuigongeluk op weg naar een vredesconferentie in Peking. De resterende leiders onder Saifuddin Azizi stemden in zich bij de nieuw opgerichte Volksrepubliek China aan te sluiten. De Kwomintang-commandant in Xinjiang, Tao Zhiyue en provinciegouverneur Burhan Shahidis gaven zich in september over. Kazachse milities onder Osman Batur leverden het Volksbevrijdingsleger nog tot in de vroege jaren 1950 weerstand.
Ter vervanging van de provincie Xinjiang werd op 1 oktober 1955 de Oeigoerse Autonome Regio Xinjiang van de Volksrepubliek China opgericht. Kleinere bestuurlijke eenheden werden geschapen voor Kirgiezen, Kazachen, Mongolen en andere bevolkingsgroepen. Tevens vond een sterke migratie van Chinezen naar Xinjiang plaats.
Voor 1953 leefde 75% van de bevolking van Xinjiang nog in het Tarimbekken. Doordat de meeste Han-migranten door de Volksrepubliek China naar het dunbevolkte Dzjoengarije werden gestuurd, verschoof het zwaartepunt naar het noorden. Ook lag het zwaartepunt van de industrialisatie in de steden van het noorden, hetgeen de economische ongelijkheid tussen Oeigoeren en Han-Chinezen versterkte. In de census van 1955 werden de Oeigoeren als 73% van de totale bevolking van 5.110.000 van Xinjiang geteld. Hoewel Xinjiang als geheel als "Oeigoerse Autonome Regio" is aangewezen, werd sinds 1954 meer dan 50% van het landoppervlak van Xinjiang aangewezen als autonome gebieden voor 13 autochtone niet-Oeigoerse volksgroepen.
De eerste kernproef van de Volksrepubliek China werd uitgevoerd bij Lob Nuur, op 16 oktober 1964.
Conflicten in verband met de nomadische levenswijze van de grensbevolking en het opdringen van zowel Chinezen als Russen aan weerszijden van de grens leidden vooral in 1969 tot gewapende botsingen in het gebied van Tacheng. Daarnaast vonden er regelmatige opstanden tegen de Chinese machthebbers plaats, die zowel van etnische als religieuze oorsprong zijn.

### Chinees assimilatiebeleid
De Chinese overheid moedigt sinds 1990 gemengde huwelijken tussen Oeigoeren en Han-Chinezen aan.
De overheid beloonde Han-Chinese vrouwen met een bedrag van 3.000 yuan (360 US$) in ruil voor de verhuizing naar deze regio. Eenmaal getrouwd wordt het de Oeigoeren haast onmogelijk gemaakt om te scheiden. Een echtscheiding wordt bestraft met 4.000-5.000 yuan (US$ 480-600) terwijl het gemiddelde maandsalaris slechts 200 yuan (US$ 24) is. Met een toestroom van ongeveer 7.000 Han-Chinezen per dag naar deze provincie, zullen de Oeigoeren binnenkort een minderheid vormen in hun eigen woongebied.
Inmiddels is de provincie Xinjiang ook enkele rechten kwijtgeraakt ondanks de, op papier, autonome status. Oeigoeren mogen sinds september 2002 geen onderwijs meer volgen in hun eigen taal. Hiermee schendt China zijn eigen grondwet die onderwijs in eigen taal voor minderheden in de autonome provincies garandeert. Ook worden op grote schaal historische woonwijken en moskeeën gesloopt voor de aanleg van wegen en nieuwe flats.
Volwassen Oeigoeren worden in enkele districten gedwongen een maand lang zonder betaling voor de Chinese overheid op het land te werken, een praktijk die de Hasha heet. Ook minderjarigen worden soms door de Chinese overheid gedwongen om werk te zoeken, soms duizenden kilometers van hun woonomgeving. Betaling is vaak ondermaats, komt veel te laat, of blijft uit.
Regelmatig demonstreren Oeigoeren tegen de onderdrukking door de Chinese overheid. Demonstraties zonder toestemming worden vrijwel altijd neergeslagen door Chinese oproerpolitie, die daarbij meestal massale arrestaties pleegt. Demonstranten worden vaak tot lange gevangenisstraffen veroordeeld. Sedert 2014 is het assimilatiebeleid nog aangescherpt.

### Onrust juli 2009

#### Oorzaak van de onrust
In de nacht van 25 op 26 juni 2009 vielen duizenden Han-Chinezen Oeigoerse migranten aan in een speelgoedfabriek in de stad Kanton in het zuiden van China, vanwege valse geruchten over de verkrachting van een Han-Chinese vrouw door Oeigoerse arbeiders. Bij de slachtpartij vielen volgens de Chinese overheid 2 doden en 118 gewonden maar volgens Oeigoerse bronnen vielen er veel meer doden en gewonden, omdat de Chinese politie pas na uren van geweld de arbeiders te hulp kwam. Gewelddadige beelden van de aanval verschenen binnen enkele dagen op internet en creëerden een diepe schok onder de Oeigoerse bevolking in Xinjiang, duizenden kilometers van het incident verwijderd. Volgens de Chinese overheid was 70% van de Oeigoerse arbeiders, waarvan de meerderheid vrouwen, vrijwillig uit Xinjiang weggegaan om te werken in de fabriek. Volgens de Oeigoeren zelf was echter veel meer dan 30% van hen door de Chinese overheid gedwongen om te migreren, en gingen veel families enkel akkoord met de migratie omdat ze de boetes voor weigeren niet konden betalen. Ook zou sinificatie een belangrijke factor zijn, aangezien de gedwongen migratie vooral ongehuwde Oeigoerse vrouwen betrof.

#### Geweld in Xinjiang
Op 6 en 7 juli 2009 vielen volgens Chinese nieuwszenders zeker 156 doden, voor twee derde Han-Chinezen, bij een uit de hand gelopen demonstratie tegen de moord op de Oeigoerse migranten in de fabriek in het zuiden van China. Volgens Oeigoerse bronnen zijn echter 200 tot 600 Oeigoeren vermoord door Chinese relschoppers en oproerpolitie, en liep de demonstratie pas uit de hand nadat Chinese politieagenten het vuur openden op de demonstranten. De lokale Chinese overheid gaf toe dat Chinese oproerpolitie tijdens de demonstraties 12 Oeigoeren had doodgeschoten Amateurbeelden verschenen al snel op YouTube en andere sites. De Turkse president Gül bestempelde de gewelddadigheden in Xinjiang tot genocide en de Turkse minister van buitenlandse zaken riep Turken op tot een boycot van Chinese producten. Volgens Rebiya Kadeer, de leidster van de Oeigoeren in ballingschap, zijn na de demonstraties 10.000 Oeigoeren opgepakt. De Chinese overheid sprak op 3 augustus van 2.000 arrestanten.

### Oeigoerse genocide
Sinds 2014 vinden er in Xinjiang massale interneringen plaats van Oeigoeren en andere etnische minderheden in de regio. In de interneringskampen zouden Oeigoeren worden gemarteld en verkracht. De Chinese regering ontkent dit.
Geschiedenis van:
Afghanistan · 
Armenië · 
Azerbeidzjan · 
Bahrein · 
Bangladesh · 
Bhutan · 
Brunei · 
Cambodja · 
China · 
Filipijnen · 
Georgië · 
India · 
Indonesië · 
Irak · 
Iran · 
Israël · 
Japan · 
Jemen · 
Jordanië · 
Joodse Autonome Oblast · 
Kazachstan · 
Kirgizië · 
Koeweit · 
Korea (Noord-Korea, Zuid-Korea) · 
Laos · 
Libanon · 
Maldiven · 
Maleisië · 
Mongolië · 
Myanmar · 
Nepal · 
Oezbekistan · 
Oman · 
Oost-Timor · 
Pakistan · 
Palestina · 
Qatar · 
Rusland ·  
Saoedi-Arabië · 
Siberië · 
Singapore · 
Sri Lanka · 
Syrië · 
Tadzjikistan · 
Taiwan · 
Thailand · 
Tibet · 
Toeva · 
Turkije · 
Turkmenistan · 
Verenigde Arabische Emiraten · 
Vietnam · 
Xinjiang
Midden-Oosten · Centraal-Azië · Zuid-Azië